# Поджи, Висенте
Висенте Поджи Сасси (исп. Vicente Poggi Sassi; родился 11 июля 2002, Монтевидео) — уругвайский футболист, полузащитник клуба «Некакса».

## Клубная карьера
Воспитанник футбольной академии клуба «Дефенсор Спортинг». 20 сентября 2020 года дебютировал в основном составе «Дефенсора» в матче Примеры Уругвая против клуба «Депортиво Мальдонадо». 18 января 2021 года Висенте забил свой первый гол за клуб в матче против «Монтевидео Уондерерс».

## Карьера в сборной
Представлял юношеские сборные Уругвая на чемпионате Южной Америки (до 15 лет) в 2017 году и на чемпионате Южной Америки (до 17 лет) в 2019 году.